# Décès en avril 1886
Décès
- 1882
- 1883
- 1884
- 1885
- 1886
- 1887
- 1888
- 1889
- 1890

Pour une information complémentaire, voir la page d'aide.

| Date      | Nom                                      | Pays                      | Activités                                   | Âge   | Source |
| --------- | ---------------------------------------- | ------------------------- | ------------------------------------------- | ----- | ------ |
| 1er avril | Carlo Gemelli                            | Drapeau de l'Italie       | Historien et bibliothécaire italien.        | 74    |        |
| 1er avril | Auguste Le Provost de Launay             | Drapeau de la France      | Homme politique français.                   | 63    |        |
| 4 avril   | Evgueni Lanceray                         | Drapeau de l'Empire russe | Sculpteur russe.                            | 37    |        |
| 4 avril   | Alexandre Lecamus                        | Drapeau de la France      | Homme politique français.                   | 79    |        |
| 5 avril   | Andrea Caronti                           | Drapeau de l'Italie       | Bibliothécaire italien.                     | 84    |        |
| 5 avril   | Séverin Robert                           | Drapeau de la France      | Ouvrier et syndicaliste français.           | 46    |        |
| 6 avril   | Mardochée Aby Serour                     | Drapeau du Maroc          | Rabbin et explorateur marocain.             | 59/60 |        |
| 6 avril   | Manuel Domínguez dit « Desperdicios »    | Drapeau de l'Espagne      | Matador espagnol.                           | 70    |        |
| 6 avril   | William Edward Forster                   | Drapeau du Royaume-Uni    | Homme politique britannique.                | 67    |        |
| 6 avril   | Théodore Ritter                          | Drapeau de la France      | Compositeur et pianiste français.           | 46    |        |
| 6 avril   | Wriothesley Russell                      | Drapeau du Royaume-Uni    | Chanoine britannique.                       | 81    |        |
| 7 avril   | Apollinaire Bouchardat                   | Drapeau de la France      | Médecin, pharmacien et hygiéniste français. | 79    |        |
| 8 avril   | Ferdinand Heinrich Müller                | Drapeau de l'Allemagne    | Historien et géographe allemand.            | 80    |        |
| 8 avril   | Frances Polidori                         | Drapeau de l'Italie       | Modèle italienne.                           | 85    |        |
| 9 avril   | Gustave d'Eichthal                       | Drapeau de la France      | Écrivain et ethnologue français.            | 82    |        |
| 9 avril   | Gian Pietro Porro                        | Drapeau de l'Italie       | Explorateur italien.                        | 41    |        |
| 10 avril  | Agostino Bertani                         | Drapeau de l'Italie       | Médecin et homme politique italien.         | 73    |        |
| 11 avril  | Prosper-Antoine Payerne                  | Drapeau de la France      | Médecin, pharmacien et ingénieur français.  | 80    |        |
| 13 avril  | Anthony Ashley-Cooper                    | Drapeau du Royaume-Uni    | Homme politique britannique.                | 54    |        |
| 13 avril  | Anna Louisa Geertruida Bosboom-Toussaint | Drapeau des Pays-Bas      | Écrivaine néerlandaise.                     | 73    |        |
| 13 avril  | Joseph Bradford                          | Drapeau des États-Unis    | Dramaturge américain.                       | 42    |        |
| 13 avril  | John Humphrey Noyes                      | Drapeau des États-Unis    | Prédicateur américain.                      | 74    |        |
| 13 avril  | Ricardo Gaitán Obeso                     | Drapeau de la Colombie    | Homme politique colombien.                  | 34    |        |
| 15 avril  | Ferdinand Gagnon                         | Drapeau des États-Unis    | Journaliste américain.                      | 36    |        |
| 15 avril  | David Khloudov                           | Drapeau de l'Empire russe | Entrepreneur et bienfaiteur russe.          | 63/64 |        |
| 15 avril  | Anthelme Roselli-Mollet                  | Drapeau de la France      | Homme politique français.                   | 90    |        |
| 16 avril  | Jean-Baptiste Rombaux                    | Drapeau de la Belgique    | Ingénieur belge.                            | 69    |        |
| 17 avril  | John Ash                                 | Drapeau du Canada         | Homme politique canadien.                   | 64/65 |        |
| 17 avril  | Hippolyte de Cornulier-Lucinière         | Drapeau de la France      | Homme politique français.                   | 76    |        |
| 18 avril  | Adolphe Blanchard                        | Drapeau de la France      | Avocat et homme politique français.         | 75    |        |
| 18 avril  | David Thompson                           | Drapeau du Canada         | Homme politique canadien.                   | 49    | (en)   |
| 19 avril  | Gabriel Charmes                          | Drapeau de la France      | Journaliste et explorateur français.        | 35    |        |
| 19 avril  | August Wilhelm von Horn                  | Drapeau de l'Allemagne    | General der Infanterie allemand.            | 86    |        |
| 20 avril  | Louis Melsens                            | Drapeau de la Belgique    | Chimiste et physicien belge.                | 71    |        |
| 20 avril  | Charles de Montholon-Sémonville          | Drapeau de la France      | Diplomate français.                         | 71    |        |
| 22 avril  | Alice Renaud                             | Drapeau de la Belgique    | Comédienne et soprano belge.                | 30    |        |
| 24 avril  | Eugénie Gautier                          | Drapeau de la France      | Peintre française.                          | 72    |        |
| 24 avril  | Charles Vivian                           | Drapeau du Royaume-Uni    | Homme politique britannique.                | 77    |        |
| 25 avril  | Eugène Isabey                            | Drapeau de la France      | Peintre français.                           | 82    |        |
| 26 avril  | Duncan McLaren                           | Drapeau du Royaume-Uni    | Homme politique britannique.                | 86    |        |
| 27 avril  | Antoine Blondel                          | Drapeau de la France      | Homme politique français.                   | 90    |        |
| 27 avril  | Henry Hobson Richardson                  | Drapeau des États-Unis    | Architecte américain.                       | 47    |        |
| 28 avril  | Louis Gobbaerts                          | Drapeau de la Belgique    | Pianiste et compositeur belge.              | 50    |        |
| 30 avril  | Joseph Lemoine                           | Drapeau de la France      | Peintre français.                           | 55    |        |